# サヴォーニャ・ディ・チヴィダーレ
サヴォーニャ（伊: Savogna）は、イタリア共和国フリウリ＝ヴェネツィア・ジュリア州ウーディネ県にある、人口約400人の基礎自治体（コムーネ）。

## 地理

### 位置・広がり

#### 隣接コムーネ
隣接するコムーネは以下の通り。括弧内のSLOはスロベニア領を示す。
- カポレット (Caporetto)  (SLO)
- グリマッコ
- プルフェロ
- サン・レオナルド
- サン・ピエトロ・アル・ナティゾーネ

### 気候分類・地震分類
サヴォーニャ・ディ・チヴィダーレにおけるイタリアの気候分類 (it) および度日は、zona E, 2750 GGである。
また、イタリアの地震リスク階級 (it) では、zona 1 (sismicità alta) に分類される。

## 行政

### 分離集落
サヴォーニャには、以下の分離集落（フラツィオーネ）がある。
- Barza/Barca, Blasin/Blažin, Brizza di Sopra/Gorenje Barca, Brizza di Sotto/Dolenje Barca, Cepletischis/Čeplešišče, Crisnaro/Kranjac, Dus/Duš, Fletta/Fleta, Franz/Franci, Gabrovizza/Gabruca, Iellina/Jelina, Ieronizza/Jeronišče, Losaz/Ložac, Masseris/Mašera, Montemaggiore/Matajur, Pechinie di Sopra/Gorenje Pečnije, Pechinie di Sotto/Dolenje Pečnije,Podar, Podoreg/Podorieh, Polava, Savogna/Sauodnja, Stefenig/Stiefinči, Stermizza/Starmica, Tercimonte/Tarčmun.